# William Griffith Wilson

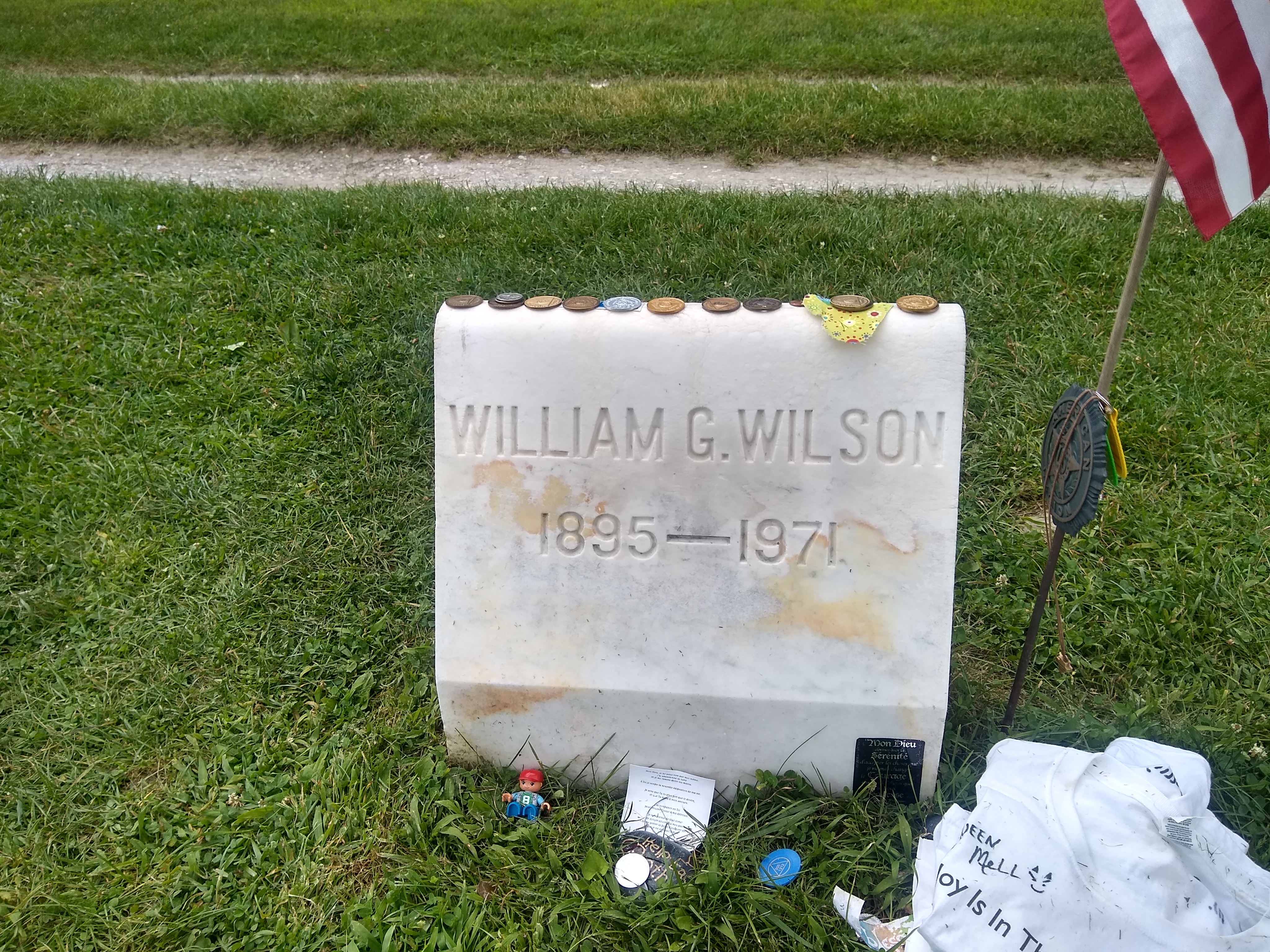
William Griffith Wilsons gravsten.

William Griffith ”Bill W” Wilson, född 26 november 1895 i East Dorset, Bennington County, Vermont, död 24 januari 1971 i Miami, Florida, var en av Anonyma Alkoholisters två grundare.
I enlighet med AA:s tolfte tradition, anonymiteten, är Wilson allmänt känd som "Bill W" eller bara "Bill".
Wilson uppnådde nykterhet den 11 december 1934 och avhöll sig från alkohol sina återstående 36 år. Wilson träffade ”Dr Bob” i maj 1935 och grundade AA tillsammans med denne i juni samma år. Trots framgången och berömmelsen som AA:s växt gav honom under hans ledarskap, så fortsatte han att lida av depressioner, den värsta av dessa var mellan 1944 och 1955. 1955 överlämnade Wilson kontrollen över AA till ett förtroenderåd. Åren före sin död ändrade han rådets sammansättning, vilket ursprungligen hade en icke-alkoholistisk majoritet, till förtroendevalda som var både tillfrisknade alkoholister och icke-alkoholister, av vilka majoriteten var tillfrisknade alkoholister. Wilson var intresserad av spiritualitet, och i samband med det experimenterade han med andra möjliga botemedel mot alkoholism. Dessa experiment inkluderade LSD, niacin (vitamin B3) och parapsykologi som metoder för andlig förändring.  Wilson dog av emfysem 1971.
Han gifte sig med Lois Burnham den 24 januari 1918. Hon grundade Al-Anon, som skall hjälpa alkoholisters vänner och släktingar. 1999 förklarades Bill W vara bland de 20 främsta av "the Time 100: Heroes and Icons who exemplified "courage, selflessness, exuberance, superhuman ability and amazing grace" in the 20th century." (Time 100: Hjältar och ikoner som exemplifierade "mod, osjälviskhet, livsglädje, övermänsklig förmåga och häpnadsväckande nåd under 1900-talet."
I filmen When Love Is Not Enough: The Lois Wilson Story spelas han av skådespelaren Barry Pepper och det har även gjorts en TV-Film My name is Bill W. där han spelas av James Woods.
2012 kom det en dokumentär Bill W som handlar om hans liv och hur de grundade AA.